# 정흥석
정흥석(1980년 1월 20일 1979년 음력 12월 3일 ~ )은 대한민국의 배우다.

## 학력
- 영북고등학교 졸업

## 연기 활동

### 드라마
- 2008년 MBC 아침드라마 《흔들리지마》
- 2008년 SBS 금요드라마 《신의 저울》 ... 눈치 역
- 2013년 MBC 아침드라마 《내 손을 잡아》 ... 박흥석 역

### 영화
- 2021년 《용루각2: 신들의 밤》 ... 일월교 조직원 역